# 迦耶・迦葉
迦耶・迦葉（がや・かしょう、Gayaa-Kassapa、ガヤー・カッサパ）は、釈迦の弟子の一人。三迦葉の三男。迦耶（ガヤー）は象と訳し、彼がマガダ国のガヤー（迦耶、象頭山）の城内に住んでいたためこの名がある。
彼も兄のウルヴェーラやナディーと同様、バラモンであり火の神アグニを信仰する事火外道で、200人あるいは250人もの弟子がいたといわれる。兄ウルヴェーラとナディーが釈迦に帰依したのを聞いて駆けつけ、自らも弟子の意志を確かめて共に仏弟子となったといわれる。